# Aubrey Buxton, Baron Buxton of Alsa
Major Aubrey Leland Oakes Buxton, Baron Buxton of Alsa KCVO, MC, DL, (* 15. Juli 1918 in Oxford, Oxfordshire; † 1. September 2009) war ein  britischer Autor, Fernsehproduzent und Politiker (Conservative Party).

## Leben und Karriere
Der Sohn von Leland William Wilberforce Buxton und Ada Mary Oakes wurde am Ampleforth College in Yorkshire und am Trinity College in Cambridge unterrichtet. Buxton diente in der Royal Artillery im Zweiten Weltkrieg, 1943 wurde er mit dem Military Cross ausgezeichnet. In Arakan (Burma) eingesetzt, hatte er während des Krieges Gelegenheit, die dort lebenden Vögel zu beobachten, über die er nach Kriegsende ein Buch veröffentlichte. Eine weitere Buchveröffentlichung Buxtons behandelt die sportlichen Leistungen des kurz zuvor verstorbenen Königs Georg VI.
Von 1958 bis 1988 war er Direktor des Regionalfernsehprogramms Anglia Television (heute ITV Anglia) in der Region East of England. Dort produzierte er die Naturdokumentationsserie Survival (ab 1961), in der er auch vor der Kamera stand. Die Serie lief 40 Jahre lang, wurde auch von ausländischen Fernsehprogrammen übernommen und erhielt zahlreiche Auszeichnungen. In den 1960er Jahren war er stellvertretender Vorsitzender des britischen WWF.
1964 wurde Buxton Extra Equerry bei Philip Mountbatten, Duke of Edinburgh und 1972 High Sheriff of Essex. 1975 wurde er dann Deputy Lieutenant of Essex und blieb dies bis 1985. Am 11. Mai 1978 wurde er zum Life Peer mit dem Titel Baron Buxton of Alsa, of Stiffkey in the County of Norfolk ernannt.
Buxton war von 1946 bis zu deren Tod mit Pamela Mary Maria Birkin (1922–1983), einer Tochter des Automobilrennfahrers Tim Birkin, verheiratet. Aus der Ehe ging die Tochter Lucinda „Cindy“ Catherine Buxton (* 1950) hervor, eine bekannte Tierfilmerin und Fotografin. Gemeinsam mit seiner Frau und seiner Tochter ist er Namensgeber für den Buxton-Gletscher auf der Insel Südgeorgien im Südatlantik.

## Werke
- (mit Philip Christison): The Birds of Arakan, 1946
- The King in his Country, 1955